# Zavodska (métro de Dnipro)
Zavodska – ou Заводська en ukrainien – est une station de métro à Dnipro, en Ukraine. Siturée sur la seule ligne du métro de Dnipro, entre Prospekt Svobody à l'ouest et Metalurhiv à l'est, elle est ouverte depuis le 29 décembre 1995.